# Happy New Year (film, 2011)
Pour les articles homonymes, voir Happy New Year.
Pour plus de détails, voir Fiche technique et Distribution.
Happy New Year ou La Veille du Nouvel An au Québec (New Year's Eve) est un film américain réalisé par Garry Marshall (qui a réalisé aussi Valentine's Day), sorti en 2011.

## Synopsis
Les vies de plusieurs couples et célibataires à New York se mêlent lors du réveillon de la Saint-Sylvestre.

## Fiche technique
- Titre original : New Year’s Eve
- Titre français : Happy New Year
- Titre québécois : La Veille du Nouvel An
- Réalisation : Garry Marshall
- Scénario : Katherine Fugate
- Direction artistique : Kim Jennings
- Décors : Mark Friedberg
- Costumes : Gary Jones
- Photographie : Charles Minsky
- Montage : Michael Tronick
- Musique : John Debney
- Casting : Amanda Mackey Johnson et Cathy Sandrich
- Production : Richard Brener, Toby Emmerich, Mike Karz, Wayne Allan Rice, Josie Rosen ; Heather Hall (coproducteur)
  - Production exécutive : Diana Pokorny
- Sociétés de production : New Line Cinema, Karz Entertainment et Rice Films en association avec New York Streets Film Projects
- Société(s) de distribution : Warner Bros. Pictures
- Budget : 56 millions de dollars[1]
- Pays d'origine :  États-Unis
- Langue originale : anglais
- Format : couleur - 1,78:1 - son Dolby Digital, DTS
- Genre : comédie romantique
- Durée : 117 minutes
- Dates de sortie :
  - États-Unis : 9 décembre 2011
  - France : 21 décembre 2011

Source : IMDb

## Distribution
- Halle Berry (VF : Annie Milon ; VQ : Isabelle Leyrolles) : infirmière de garde Aimee
- Jessica Biel (VF : Julie Turin ; VQ : Camille Cyr-Desmarais) : Tess Byrne, femme enceinte
- Jon Bon Jovi (VF : Lionel Tua ; VQ : Paul Sarrasin) : Daniel Jensen, une rock-star
- Abigail Breslin (VF : Emmylou Homs ; VQ : Juliette Mondoux) : Hailey
- Robert De Niro (VF : Jacques Frantz ; VQ : Hubert Gagnon) : Stan Harris
- Josh Duhamel (VF : Alexis Victor ; VQ : François Godin) : Sam Ahern, vice-président (Ahern Records)
- Hilary Swank (VF : Marjorie Frantz ; VQ : Anne Bédard) : Claire Morgan
- Zac Efron (VF : Yoann Sover ; VQ : Nicolas Charbonneaux-Collombet) : Paul, un livreur
- Michelle Pfeiffer (VF : Emmanuelle Bondeville ; VQ : Élise Bertrand) : Ingrid Withers
- Héctor Elizondo (VF : Jean-Pierre Leroux) : Kominsky
- Katherine Heigl (VF : Charlotte Marin ; VQ : Mélanie Laberge) : Laura Carrington, chef cuisinière
- Ashton Kutcher (VF : Damien Ferrette ; VQ : Philippe Martin) : Randy, illustrateur de BD
- Ludacris (VF : Jean-Paul Pitolin) : Brendan, un policier
- Seth Meyers (VF : Laurent Morteau ; VQ : Jean-François Beaupré) : Griffin Byrne
- Lea Michele (VF : Kelly Marot ; VQ : Bianca Gervais) : Elise, choriste de Daniel Jensen
- Sarah Jessica Parker (VF : Martine Irzenski ; VQ : Linda Roy) : Kim
- Til Schweiger (VF : Arnaud Arbessier ; VQ : Guillaume Champoux) : James Schwab
- Sofía Vergara (VF : Ethel Houbiers ; VQ : Catherine Hamann) : Ava
- Carla Gugino (VF : Micky Sébastian ; VQ : Annie Girard) : Dr Morriset, gynécologue
- Alyssa Milano (VF : Magali Barney) : Mindy, infirmière
- Jake T. Austin (VF : Alexandre Nguyen) : Seth
- Ryan Seacrest (VF : Patrick Béthune) : lui-même
- Sarah Paulson (VQ : Marie-Claude Hénault) : Grace Schwab
- Luke Halpenny : Todd
- Yeardley Smith (VF : Patricia Legrand) : Maude
- Larry Miller (VF : Jean-François Aupied ; VQ : Pierre Chagnon) : Harley
- Jack McGee (VF : Patrick Raynal) : Jed
- Cary Elwes (VF : Éric Herson-Macarel) : Dr Stan
- Russell Peters (en) (VF : Asil Raïs) : Chef Sunil
- Barbara Marshall (VF : Catherine Artigala) : infirmière en chef Helen
- Rob Nagle (VF : Michel Voletti) : officier Nolan
- Cherry Jones (VF : Martine Meiraeghe) : Mme Rose Ahern
- John Lithgow (VF : Jean-Jacques Moreau ; VQ : Guy Nadon) : M. Cox
- Matthew Broderick (VF : Bernard Alane ; VQ : Antoine Durand) : M. Buellerton, PDG de Times Square Alliance
- James Belushi (VF : Patrick Poivey) : dépanneur d'ascenseur
- Drena De Niro : serveuse
- Robert Downey Jr. : lui-même (images d'archives dans un panneau de Times Square)

Sources et légendes : Version française (V. F.) sur RS Doublage et AlloDoublage ; Version québécoise (V. Q) sur Doublage.qc.ca

## Production

### Développement
Ce film s'inscrit dans la même veine que Valentine's Day, du même réalisateur. C'est donc sans surprise qu'il en reprend la forme, celle du film choral ayant pour trame principale les aléas amoureux de plusieurs couples lors de la Saint-Sylvestre.

### Tournage
Le tournage du film a débuté en décembre 2010 à New York, s'est interrompu et a repris en février 2011.

## Autour du film
- Un rôle a été offert a Reese Witherspoon mais elle l'a refusé[9]. De même, l'actrice française Juliette Binoche a décliné l'offre[10].
- Simon Baker a auditionné pour le rôle tenu par Seth Meyers.[réf. nécessaire]
- Ce film marque les retrouvailles de Alyssa Milano et Halle Berry qui s'étaient rencontrées sur la série Living Dolls, le spin-off de Madame est servie[11].
- Ce film marque aussi des retrouvailles, entre Michelle Pfeiffer, et Zac Efron 4 ans plus tard, après avoir joué dans le film Hairspray qui est sorti en 2007.
- Pour des raisons personnelles, Halle Berry abandonne, dans un premier temps, sa participation au film (rupture). Elle devait même incarner l'un des premiers rôles. Finalement, elle réintègre le casting dans un second rôle, ce qui lui permet de partager ses scènes avec Robert De Niro[10].
- Il s'agit d'un des rares doublages français où Jacques Frantz et sa fille Marjorie Frantz officient ensemble.